# تمرد العمامات الصفراء
تمرد العمامات الصفراء او ثورة العمامات الصفراء أو ثورة الأوشحة الصفراء, بالإنجليزية:(yellow turban rebellion) وبالصينية البسيطة:(هوانج جين زي) هو تمرد في الصين وقع في أواخر عصر مملكة هان الصينية و في عهد الإمبراطور لينغ والد الإمبراطور شاو و أخوه الإمبراطور الإخير في مملكة هان وهو الإمبراطور شيان بدأ فعليا في سنة 24 مارس 184 م.

## التأسيس
في البداية كان هناك وزير في بلاط هان يدعى زانغ جوي أو الاسم الشائع له زانغ جياو وقد كان يطمح لتسلم عرش البلاد
```
فدعى الناس لثورة فلاحية مسالمة في البداية تطالب 
الإمبراطور لينغ
 ملك 
هان
 بالإصلاح و بإعادة السلام للبلاد فتبع هذا الشخص كثيرون من أجل هذا الغرض وكانت أشبه بالمنظمة الدينية
```

بجانب زانغ جياو كان إخوته زانغ باو وزانغ ليانغ من ضمن المؤسسين وكان هناك شخص يدعى هوانغ لاو قام بتأليف كتاب سري وأعطاه للمتمردين و يحتوي هذا الكتاب على حسب زعمهم على مفاتيح السلام التي ستجلب السعادة للبلاد
ويسمى بالصينية تاي بينغ جينغ
عندما حصل زانغ عليه لقب نفسه بالأستاذ زانغ 
وألف 16 كلمة أتخذها شعارا للتمرد و هي:
```
سماء أزور جاهزة للموت
السماء الصفراء ستشرق قريبا
في سنة جي زي هان ستسقط هذه السماء.
```

## بداية حشد المتمردين
بعد ذلك جمع زانغ جياو أعضاء تمرده وطلب منهم عدم الإفصاح
ريثما يطلب الدعم من قومية شينغنو شمال البلاد
بعد ذلك وقبل معرفة الإمبراطور بهذا الأمر ذهب زانغ جياو لضواحي مدينة لويانغ العاصمة الإمبراطورية لمملكة هان و بدأ يجمع الناس وأسس هناك فرقة سرية مهمتها الهجوم على بلاط الإمبراطور لينغ وقتله في الفرصة المواتية.
غادر زانغ بعد هذا العاصمة متجها للشمال الغربي وبدأ في مراسلة الجنود التابعين له
في 24 مارس 184 أمر زانغ جياو أنصاره بلبس العمامات الصفراء و رفع الرايات الصفراء ففعلوا
بدأ زانغ التمرد ب 360.000 ألف جندي قسموا بينه وبين إخوته زانغ باو وزانغ ليانغ وتلقب هو بسيد السماء و زانغ باو بسيد الإرض و زانغ ليانغ بسيد الناس

## السيطرة على الشمال
كان انتشار التمرد أشبه بالانفجار الكبير حيت إنشغلت كل مقاطعة بقمع المتمردون لديها بالإضافة إلى حملات الإمبراطور لينغ
بدأ المتمردون الهجوم على الجنود في الضواحي الصغيرة لمدة عشرة أيام و هاجمو قصر الإمبراطور أيضا
بدأ انتشارهم في الشمال بالسيطرة على مقاطعات جي. جينغ.ياو. يو
```
وقاد زانغ جياو مجموعة سيطرت على شمال 
النهر الأصفر
 بينما ذهب شقيقه زانغ باو لمقاطعة ينغشوان و زانغ ليانغ لجوانيانغ 
```

## إصدار الأمر الإمبراطوري
في 1 أبريل 184
أصدر الإمبراطور لينغ أمره للشقيقه في العماد هي جين قائد مقاطعة هينان بالقضاء على هذا التمرد و دعمه بتلاثة جنرالات هم لو زي وهوانغ فوو زو جون
قاد لو زي بعض الجنود للهجوم على مقرهم في جي وقاد هوانغ فو سونغ و زو جون 40.000 جندي للهجوم عليهم في ينغشوان
```
في مقاطعة جوانغيانغ
```

قتل المتمردون الحاكم جاو زون و قريب الإمبراطور الوزير ليو وي لكنهم هزموا على يد الجنرال هوانغ فو

## وصول التمرد لمقاطعة تشو تزو
يعتبر حاكم تشو تزو تاو كيان الأوفر حظا إذ تمكن بمساعدة ليو باي من هزم التمرد بنفسه و مما ساعده أيضا إرسال الإمبراطور لينغ لوزير الداخلية وانغ يون
لإدراكه أن سقوط مقاطعة تشو تزو يعني السقوط المحتوم لمملكة هان

## بدأ مرحلة النهاية
أرسل البلاد الإمبراطوري في لويانغ الجنرال تساو تساو لمقاطعة زو جو و قطع رأس الجنرال الخائن زو جون الذي إنشق عن هان وإنضم بقواته لهم وبحلول تاريخ 8 نوفمبر 185 أمر الإمبراطور لينغ قواته بالإستعداد لإنهاء التمرد
فأرسل دونغ زو بقيادة الجنود لقتلهم في زيليانج
و الجنرال هوانغ فو لقتل زانغ جياو و نجح في هذا
و تمكن الجنرال سون جيان بمساعدة ليوبياو حاكم تجينغ تزو و ليو زانغ حاكم سيتشوان من طردهم من الجنوب

## نهاية التمرد رسميا
بحلول سنة 186 استطاع و كذلك حزب الحاضرين العشرة و الجنرالات التابعين لالإمبرطور لينغ استعادة معظم المقاطعات التي كان التمرد يسيطر عليها و من أهم الإسباب التي أدت لضعف التمرد مقتل الإخوة زانغ وفقدان ثقة الشعب بعد أن أمر قادة التمرد بقتل الجنود الأبرياء و استباحة أموال الشعب فعادت الثقة مجددا للبلاط و لحكومة هان
وفي فبراير 187 أمر الإمبراطور لينغ بفتح أبواب العاصمة لويانغ و أمر بالاحتفال رسميا
لكن التمرد لم ينتهي بعد إذا عاودو الظهور سنة 188 في الشمال بعدد 100.000 جندي لكنهم هزموا فتفرقوا في الشمال إلى أن استطاع ملك وي تساو تساو سنة 205 من سحقهم نهائيا

## مرحلة مابعد التمرد
بعد نهاية التمرد رسميا في 187 توفي الإمبراطور لينغ في 189م وإندلع صراع بين هي جين شقيق الإمبراطور لينغ في العماد و حزب يدعى الحاضرين العشرة بشأن الوصاية على العرش لإن خليفة الإمبراطور كان إبنه ليوبيان الذي يبلغ من العمر 14 عشر عاما لكن هي جين توجه كإمبراطور عرف ب الإمبراطور شاو سنة 189 ولكي يطمئن هي جين و بنصيحة من يوان شاو قام بإستدعاء دونغ زو لقتلهم فوافق الجنرال دونغ زو و لكن قبل و صوله قتلوا هي جين و هرب يوان شاو
ومع وصول دونغ زو قام بقتل الحاضرين العشرة جميعا و أمر الإمبراطور شاو بالتنحي عن العرش سنة 189 م و تم تتويج أخيه ليو زي ذو العشرة سنين إمبراطورا جديدا عرف ب الإمبراطور شيان والذي عين بدوره دونغ زو رئيس لوزرائه فإستبد وتحكم بالإمبراطور فأسس يوان شاو تحالفا لإنقاذ سلالة هان عرف ب تحالف الحكام الثمانية عشر
ولتبدأ مرحلة الممالك الثلاث و سقوط سلالة هان